# Erythrus quadrisignatus
Erythrus quadrisignatus là một loài bọ cánh cứng trong họ Cerambycidae.